# Badminton nos Jogos Olímpicos de Verão de 2016 - Duplas masculinas
O torneio de duplas masculinas do badminton nos Jogos Olímpicos de Verão de 2016 decorreu entre 11 e 19 de agosto no pavilhão 4 do Riocentro. O torneio consistiu de uma primeira fase de grupos, seguida de eliminatórias.

## Calendário
|           | Quinta 11 ago | Sexta 12 ago | Sábado 13 ago | Domingo 14 ago | Segunda 15 ago | Terça 16 ago | Quarta 17 ago | Quinta 18 ago | Sexta 19 ago |
| --------- | ------------- | ------------ | ------------- | -------------- | -------------- | ------------ | ------------- | ------------- | ------------ |
| Masculino | Grupos        | Grupos       | Grupos        |                |                | Semi         | Bronze        |               | Final        |

## Medalhistas
A dupla chinesa conquistou o ouro depois de ganhar à Malásia na final, enquanto o bronze ficou para a equipa da Grã-Bretanha.
| Ouro   | CHN Fu Haifeng e Zhang Nan         |
| Prata  | MAS Goh V Shem e Tan Wee Kiong     |
| Bronze | GBR Marcus Ellis e Chris Langridge |

## Resultados

### Fase de grupos
A primeira fase consistiu de quatro grupos com quatro duplas cada, dando apuramento às duas primeiras de cada poule.

#### Grupo A
| Equipe                              | J | V | D | SG | SP | Pts |
| ----------------------------------- | - | - | - | -- | -- | --- |
| RUS Vladimir Ivanov / Ivan Sozonov  | 3 | 3 | 0 | 6  | 1  | 3   |
| KOR Lee Yong-dae / Yoo Yeon-seong   | 3 | 2 | 1 | 5  | 3  | 2   |
| TPE Lee Sheng-mu / Tsai Chia-hsin   | 3 | 1 | 2 | 3  | 4  | 1   |
| AUS Matthew Chau / Sawan Serasinghe | 3 | 0 | 3 | 0  | 6  | 0   |

| Equipe 1                 | Pontos              | Equipe 2                  |
| 11 de agosto, 08:25      | 11 de agosto, 08:25 | 11 de agosto, 08:25       |
| ------------------------ | ------------------- | ------------------------- |
| KOR Lee Y-d / Yoo Y-s    | 21–14 21–16         | AUS M Chau / S Serasinghe |
| 11 de agosto, 10:45      |                     |                           |
| RUS V Ivanov / I Sozonov | 21–11 22–20         | TPE Lee S-m / Tsai C-h    |
| 12 de agosto, 09:35      |                     |                           |
| KOR Lee Y-d / Yoo Y-s    | 18–21 –13 21–18     | TPE Lee S-m / Tsai C-h    |
| 12 de agosto, 17:25      |                     |                           |
| RUS V Ivanov / I Sozonov | 21–16 21–16         | AUS M Chau / S Serasinghe |
| 13 de agosto, 08:00      |                     |                           |
| TPE Lee S-m / Tsai C-h   | 21–14 21–19         | AUS M Chau / S Serasinghe |
| 13 de agosto, 10:45      |                     |                           |
| KOR Lee Y-d / Yoo Y-s    | 17–21 –19 16–21     | RUS V Ivanov / I Sozonov  |

#### Grupo B
| Equipe                                 | J | V | D | SG | SP | Pts |
| -------------------------------------- | - | - | - | -- | -- | --- |
| MAS Goh V Shem / Tan Wee Kiong         | 3 | 3 | 0 | 6  | 1  | 3   |
| CHN Fu Haifeng / Zhang Nan             | 3 | 2 | 1 | 5  | 2  | 2   |
| GER Michael Fuchs / Johannes Schöttler | 3 | 1 | 2 | 2  | 4  | 1   |
| USA Phillip Chew / Sattawat Pongnairat | 3 | 0 | 3 | 0  | 6  | 0   |

| Equipe 1                  | Pontos              | Equipe 2                  |
| 11 de agosto, 15:55       | 11 de agosto, 15:55 | 11 de agosto, 15:55       |
| ------------------------- | ------------------- | ------------------------- |
| MAS Goh V S / Tan W K     | 21–14 21–17         | GER M Fuchs / J Schöttler |
| 11 de agosto, 15:55       |                     |                           |
| CHN Fu HF / Zhang N       | 21–6 21–7           | USA P Chew / S Pongnairat |
| 12 de agosto, 08:25       |                     |                           |
| MAS Goh V S / Tan W K     | 21–12 21–10         | USA P Chew / S Pongnairat |
| 12 de agosto, 16:40       |                     |                           |
| CHN Fu HF / Zhang N       | 21–11 21–16         | GER M Fuchs / J Schöttler |
| 13 de agosto, 09:00       |                     |                           |
| GER M Fuchs / J Schöttler | 21–14 21–14         | USA P Chew / S Pongnairat |
| 13 de agosto, 10:10       |                     |                           |
| CHN Fu HF / Zhang N       | 21–16 15–21 18–21   | MAS Goh V S / Tan W K     |

#### Grupo C
| Equipe                              | J | V | D | SG | SP | Pts |
| ----------------------------------- | - | - | - | -- | -- | --- |
| KOR Kim Gi-jung / Kim Sa-rang       | 3 | 2 | 1 | 5  | 2  | 2   |
| GBR Marcus Ellis / Chris Langridge  | 3 | 2 | 1 | 5  | 3  | 2   |
| DEN Mathias Boe / Carsten Mogensen  | 3 | 2 | 1 | 4  | 3  | 2   |
| POL Adam Cwalina / Przemysław Wacha | 3 | 0 | 3 | 0  | 6  | 0   |

| Equipe 1                  | Pontos              | Equipe 2                  |
| 11 de agosto, 08:00       | 11 de agosto, 08:00 | 11 de agosto, 08:00       |
| ------------------------- | ------------------- | ------------------------- |
| KOR Kim G-j / Kim S-r     | 21–14 21–15         | POL A Cwalina / P Wacha   |
| 11 de agosto, 17:25       |                     |                           |
| DEN M Boe / C Mogensen    | 21–9 9–21 –16       | GBR M Ellis / C Langridge |
| 12 de agosto, 11:20       |                     |                           |
| KOR Kim G-j / Kim S-r     | 21–17 23–25 18–21   | GBR M Ellis / C Langridge |
| 12 de agosto, 17:25       |                     |                           |
| DEN M Boe / C Mogensen    | 21–17 21–17         | POL A Cwalina / P Wacha   |
| 13 de agosto, 15:30       |                     |                           |
| KOR Kim G-j / Kim S-r     | 21–15 21–18         | DEN M Boe / C Mogensen    |
| 13 de agosto, 15:30       |                     |                           |
| GBR M Ellis / C Langridge | 21–18 21–16         | POL A Cwalina / P Wacha   |

#### Grupo D
| Equipe                               | J | V | D | SG | SP | Pts |
| ------------------------------------ | - | - | - | -- | -- | --- |
| JPN Hiroyuki Endo / Kenichi Hayakawa | 3 | 2 | 1 | 4  | 4  | 2   |
| CHN Chai Biao / Hong Wei             | 3 | 2 | 1 | 5  | 2  | 2   |
| INA Mohammad Ahsan / Hendra Setiawan | 3 | 1 | 2 | 3  | 4  | 1   |
| IND Manu Attri / B. Sumeeth Reddy    | 3 | 1 | 2 | 2  | 4  | 1   |

| Equipe 1                 | Pontos              | Equipe 2                 |
| 11 de agosto, 09:00      | 11 de agosto, 09:00 | 11 de agosto, 09:00      |
| ------------------------ | ------------------- | ------------------------ |
| INA M Ahsan / H Setiawan | 21–18 21–13         | IND M Attri / B. S Reddy |
| 11 de agosto, 10:45      |                     |                          |
| CHN Chai B / Hong W      | 18–21 –14 21–23     | JPN H Endo / K Hayakawa  |
| 12 de agosto, 10:10      |                     |                          |
| INA M Ahsan / H Setiawan | 17–21 –16 14–21     | JPN H Endo / K Hayakawa  |
| 12 de agosto, 11:20      |                     |                          |
| CHN Chai B / Hong W      | 21–13 21–15         | IND M Attri / B. S Reddy |
| 13 de agosto, 09:00      |                     |                          |
| INA M Ahsan / H Setiawan | 15–21 17–21         | CHN Chai B / Hong W      |
| 13 de agosto, 19:55      |                     |                          |
| JPN H Endo / K Hayakawa  | 21–23 11–21         | IND M Attri / B. S Reddy |

### Fase final
Na fase final, a eliminar, as duplas disputaram até um máximo de mais três encontros (para quem chegou à discussão das medalhas).
|  | Quartas de final | Quartas de final                       | Quartas de final                     | Quartas de final             | Quartas de final |                                      |                                  | Semifinais                   | Semifinais          | Semifinais          | Semifinais          | Semifinais          |                     |  | Final | Final                                | Final | Final | Final |  |  |
|  |                  |                                        |                                      |                              |                  |                                      |                                  |                              |                     |                     |                     |                     |                     |  |       |                                      |       |       |       |  |  |
|  | A1               | RUS Vladimir Ivanov RUS Ivan Sozonov   | 13                                   | 21                           | 16               |                                      |                                  |                              |                     |                     |                     |                     |                     |  |       |                                      |       |       |       |  |  |
|  | D2               | CHN Chai Biao CHN Hong Wei             | 21                                   | 16                           | 21               |                                      |                                  |                              |                     |                     |                     |                     |                     |  |       |                                      |       |       |       |  |  |
|  | D2               | CHN Chai Biao CHN Hong Wei             | 21                                   | 16                           | 21               |                                      | D2                               | CHN Chai Biao CHN Hong Wei   | 18                  | 21                  | 17                  |                     |                     |  |       |                                      |       |       |       |  |  |
|  |                  |                                        |                                      |                              |                  |                                      | D2                               | CHN Chai Biao CHN Hong Wei   | 18                  | 21                  | 17                  |                     |                     |  |       |                                      |       |       |       |  |  |
|  |                  | B1                                     | MAS Goh V Shem MAS Tan Wee Kiong     | 21                           | 12               | 21                                   |                                  |                              |                     |                     |                     |                     |                     |  |       |                                      |       |       |       |  |  |
|  | B1               | B1                                     | MAS Goh V Shem MAS Tan Wee Kiong     | 21                           | 12               | 21                                   | MAS Goh V Shem MAS Tan Wee Kiong | 17                           | 21                  | 21                  |                     |                     |                     |  |       |                                      |       |       |       |  |  |
|  | B1               |                                        |                                      |                              |                  |                                      | MAS Goh V Shem MAS Tan Wee Kiong | 17                           | 21                  | 21                  |                     |                     |                     |  |       |                                      |       |       |       |  |  |
|  | A2               | KOR Lee Yong-dae KOR Yoo Yeon-seong    | 21                                   | 18                           | 19               |                                      |                                  |                              |                     |                     |                     |                     |                     |  |       |                                      |       |       |       |  |  |
|  |                  |                                        |                                      |                              |                  |                                      |                                  |                              |                     |                     |                     |                     |                     |  | B1    | MAS Goh V Shem MAS Tan Wee Kiong     | 21    | 11    | 21    |  |  |
|  |                  |                                        | B2                                   | CHN Fu Haifeng CHN Zhang Nan | 16               | 21                                   | 23                               |                              |                     |                     |                     |                     |                     |  |       |                                      |       |       |       |  |  |
|  | B2               | CHN Fu Haifeng CHN Zhang Nan           | 11                                   | 21                           | 24               |                                      |                                  |                              |                     |                     |                     |                     |                     |  |       |                                      |       |       |       |  |  |
|  | C1               | KOR Kim Gi-jung KOR Kim Sa-rang        | 21                                   | 18                           | 22               |                                      |                                  |                              |                     |                     |                     |                     |                     |  |       |                                      |       |       |       |  |  |
|  | C1               | KOR Kim Gi-jung KOR Kim Sa-rang        | 21                                   | 18                           | 22               |                                      | B2                               | CHN Fu Haifeng CHN Zhang Nan | 21                  | 21                  |                     |                     |                     |  |       |                                      |       |       |       |  |  |
|  |                  |                                        |                                      |                              |                  |                                      | B2                               | CHN Fu Haifeng CHN Zhang Nan | 21                  | 21                  |                     |                     |                     |  |       |                                      |       |       |       |  |  |
|  |                  | C2                                     | GBR Marcus Ellis GBR Chris Langridge | 14                           | 18               |                                      |                                  |                              | Disputa pelo bronze | Disputa pelo bronze | Disputa pelo bronze | Disputa pelo bronze | Disputa pelo bronze |  |       |                                      |       |       |       |  |  |
|  | C2               | C2                                     | GBR Marcus Ellis GBR Chris Langridge | 14                           | 18               | GBR Marcus Ellis GBR Chris Langridge | 21                               | 21                           | Disputa pelo bronze | Disputa pelo bronze | Disputa pelo bronze | Disputa pelo bronze | Disputa pelo bronze |  |       |                                      |       |       |       |  |  |
|  | C2               |                                        |                                      |                              |                  | GBR Marcus Ellis GBR Chris Langridge | 21                               | 21                           |                     |                     |                     |                     |                     |  |       |                                      |       |       |       |  |  |
|  | D1               | JPN Hiroyuki Endo JPN Kenichi Hayakawa | 19                                   | 17                           |                  |                                      |                                  |                              |                     |                     |                     |                     |                     |  | D2    | CHN Chai Biao CHN Hong Wei           | 18    | 21    | 10    |  |  |
|  |                  |                                        |                                      |                              |                  |                                      |                                  |                              |                     |                     |                     |                     |                     |  | C2    | GBR Marcus Ellis GBR Chris Langridge | 21    | 19    | 21    |  |  |